# Soreyuke Marine-chan
Marine A Go-Go (それゆけまりんちゃん, Soreyuke Marine-chan) Est un anime hentai (interdit aux moins de 18 ans) racontant les tribulations de Marine Nonohara. Cet anime est composé de 3 OAV d'à peu près 30 minutes chacun. Cette série a été réalisée par les studios Pink Pineapple (Studio G-1NEO) et Misty Moon entre 2001 et 2003.

## Titres des OAV
- Projet 1 - Naissance de la femme "aimer et servir"
- Projet 2 - Un nouvel ennemi ! South Pole One
- Projet 3 - Bataille finale ! Amour et Service VS Amour et Force

## Synopsis
Le Docteur Narumi Narutaki travaille sur la "Préservation du Japon". Il sélectionne Marine Nonohara, la candidate parfaite pour ce projet. Pas très intelligente et naïve, Marine se laissera piéger par le docteur et devra collecter le sperme de 100 hommes.